# Louis De Bondt
Louis De Bondt (Puurs, 5 juli 1877 – Laken, 23 september 1920) was een Belgisch organist en muziekpedagoog.
De Bondt werd geboren in het gezin van kloddenverkoper Josephus Debondt en Maria Elisabeth De Buyser. Hij kreeg zijn muziekopleiding aan het Conservatorium van Brussel bij Joseph Dupont (harmonieleer tot 1896), Alphonse Mailly (orgel, tot 1898) en Edgar Tinel (fuga, tot 1899). Verder bekwaamde hij zich daar in notenleer en contrapunt. Bij meerdere studies haalde hij eerste prijzen. Later zou hij er inspecteur worden in harmonieleer en pijporgel, maar ook docent notenleer. Hij was vanaf 1901 enige tijd organist en kapelmeester van de Onze Lieve Vrouwe Kerk in Laken. Hij was tevens inspecteur op het gebied van muziekonderwijs op lagere scholen. Aan het eind van zijn korte leven was hij verbonden aan het RMS, het Lemmensinstituut te Mechelen en het Institut des hautes Études te Elsene.
Van hem verschenen enkele muziekwerken, zoals muziek bij het toneeldrama Robrecht van Eyne, een Marche réligieuse, een Canon en la mineur en een mis. Voorts schreef hij een aantal leerboeken op het gebied van muziektheorie zoals Cours complet d’harmonie (slechts één deel: Accords de trois sons du majeur diatonique, des mineurs harmonique, mélodique et antique, et du majeur-mineur), Theoretische en praktische lessen van notenleer (1913) en was met René Lyr schrijver van Histoire de l’orgue.
De Bondt is bijgezet in een praalgraf op de begraafplaats van Laken, het is getooid met een beeld van steenhouwer Mathieu Desmaré.
- Biblioteca Nacional de España: XX5317159
- International Standard Name Identifier: 0000 0001 1158 8581
- MusicBrainz: 3e45bf5e-f108-4ae6-b20b-3931798721be
- Virtual International Authority File: 162273993